# Mogas 90 FC
Mogas 90 FC – beniński klub piłki nożnej mający siedzibę w mieście Porto-Novo. Klub trzykrotnie sięgał po mistrzostwo Beninu w piłce nożnej w latach 1996, 1997 i 2006 oraz dziesięciokrotnie zdobywał Puchar Beninu (1991, 1992, 1994, 1995, 1998, 1999, 2000, 2003, 2004, 2012). 

## Barwy klubowe, stadion i logo
|  |

Klub posiada barwy zielone. Zawodnicy rozgrywają swoje mecze domowe w zielonych koszulkach, spodenkach i getrach na stadionie Stade Charles de Gaulle liczącym 16 872 miejsca. Mecze wyjazdowe rozgrywane są przez piłkarzy klubu w żółtych koszulkach, spodenkach i getrach. Logiem klubu jest zielony okrąg z białym tłem oraz trzema nieregularnymi figurami geometrycznymi wypełniającymi okrąg - figury te są w kolorach zielonym, pomarańczowym i żółtym. Poniżej okręgu widnieje drukowany napis „MOGAS” w kolorze pomarańczowym. Mecze derbowe rozgrywa z klubem ASPAC FC. Klub otrzymał swój własny przydomek Les Pétroliers, ze względu na sponsoring ze strony przedsiębiorstwa naftowego i gazowego Maestro Oil and Gas Solutions (MOGAS).

## Osiągnięcia i tytuły
- Mistrzostwo Beninu (3 razy): 1996, 1997, 2006
- Puchar Beninu (10 razy): 1991, 1992, 1994, 1995, 1998, 1999, 2000, 2003, 2004, 2012
- Afrykańska Liga Mistrzów:

1997 – runda wstępna
1998 – pierwsza runda
2007 – runda wstępna
- Afrykański Puchar Konfederacji:

2004 – runda wstępna
2005 – runda wstępna
2013 – runda wstępna
- Puchar CAF:

1994 – drużyna zdyskwalifikowana w 1. rundzie
1995 – pierwsza runda
- Afrykański Puchar Zdobywców Pucharów:

1992 – ćwierćfinał
1996 – pierwsza runda
1999 – runda wstępna
2000 – pierwsza runda

### Byli i obecni zawodnicy występujący w klubie
- Valere Amoussou
- Oscar Olou
- Jocelyn Ahouéya
- Moustapha Agnidé
- Dinalo Adigo
- Anicet Adjamossi

## Skład w sezonie 2009
| Nr | Poz. | Piłkarz           |
| -- | ---- | ----------------- |
|    | BR   | Jonas Bide        |
|    | OB   | Robert Agbo       |
|    | OB   | Elysée Zangnon    |
|    | PO   | Philemon Aissi    |
|    | PO   | Olivier Guendehou |
|    | NA   | Medard Zanou      |
|    | NA   | Yvan Médénou      |
|    | NA   | Hounguè Cissé     |